# بخش تیکامگر
بخش تیکامگر (به انگلیسی: Tikamgarh district) یک منطقهٔ مسکونی در هند است که در Sagar division واقع شده‌است. بخش تیکامگر ۳٬۸۷۸ کیلومتر مربع مساحت و ۱۰٬۴۰٬۳۵۹ نفر جمعیت دارد.